# Mongolia na Letnich Igrzyskach Olimpijskich 2020
Mongolię na Letnich Igrzyskach Olimpijskich 2020 reprezentowało 43 zawodników (18 mężczyzn i 25 kobiet). Był to 14 start reprezentacji Mongolii na letnich igrzyskach olimpijskich.

## Zdobyte medale[3]
| Medal  | Zawodnik                  | Dyscyplina | Konkurencja                          | Rezultat                                                                  | Data       |
| ------ | ------------------------- | ---------- | ------------------------------------ | ------------------------------------------------------------------------- | ---------- |
| Srebro | Saeid Mollaei             | Judo       | kategoria do 81 kg mężczyzn          | W finale uległ reprezentantowi Japonii Takanori Nagase                    | 27 lipca   |
| Brąz   | Mönchbatyn Uranceceg      | Judo       | kategoria do 48 kg kobiet            | W walce o brązowy medal pokonała reprezentantkę Portugalii Catarina Costa | 24 lipca   |
| Brąz   | Tsend-Ochiryn Tsogtbaatar | Judo       | kategoria do 73 kg mężczyzn          | W walce o brązowy medal pokonał reprezentanta Kanady Arthur Margelidon    | 26 lipca   |
| Brąz   | Bolortuyaa Bat-Ochiryn    | Zapasy     | kategoria do 53 kg kobiet styl wolny | W walce o brązowy medal pokonała reprezentantkę Kamerunu Joseph Essombe   | 6 sierpnia |

## Skład kadry

### Boks
| Zawodnik                 | Konkurencja            | 1/16             | 1/8              | Ćwierćfinał        | Półfinał         | Finał            | Finał   | Źródło |
| Zawodnik                 | Konkurencja            | Przeciwnik Wynik | Przeciwnik Wynik | Przeciwnik Wynik   | Przeciwnik Wynik | Przeciwnik Wynik | Miejsce | Źródło |
| ------------------------ | ---------------------- | ---------------- | ---------------- | ------------------ | ---------------- | ---------------- | ------- | ------ |
| Erdenebatyn Tsendbaatar  | waga piórkowa mężczyzn | Okoth W 3-2      | Nguyễn W 5-0     | Batyrgazijew P 2-3 | NQ               | NQ               | 5.      | [ 4 ]  |
| Baatarsükhiin Chinzorig  | waga lekka mężczyzn    | Nurǵalıuly P 1-4 | NQ               | NQ                 | NQ               | NQ               | 17.     | [ 5 ]  |
| Mönkhbatyn Myagmarjargal | waga średnia kobiet    | Bye              | Price P 0-5      | NQ                 | NQ               | NQ               | 9.      | [ 6 ]  |

### Judo
| Zawodnik | Konkurencja | 1/16                    | 1/8                      | Ćwierćfinał                         | Półfinał             | Repasaże            | Finał / 3.miejsce   | Finał / 3.miejsce | Źródła |
| Zawodnik | Konkurencja | Przeciwniczka Wynik     | Przeciwniczka Wynik      | Przeciwniczka Wynik                 | Przeciwniczka Wynik  | Przeciwniczka Wynik | Przeciwniczka Wynik | Pozycja           | Źródła |
| --- | ----------- | ----------------------- | ------------------------ | ----------------------------------- | -------------------- | ------------------- | ------------------- | ----------------- | ------ |
| Daszdawaagijn Amartüwszin | -60 kg (m)  | Tsjakadoea P 00-01      | NQ                       | NQ                                  | NQ                   | NQ                  | NQ                  | 17.               | [ 7 ]  |
| Yondonperenlein Baskhüü | -66 kg (m)  | Bye                     | Minkou W 10-00           | Abe P 00-01                         | NQ                   | Lombardo P 00-10    | NQ                  | 7.                | [ 8 ]  |
| Tsend-Ochiryn Tsogtbaatar | -73 kg (m)  | Samba Bah W 10-00       | Bessi W 11-00            | Gjakova W 01-00                     | Ōno P 00-01          | N/A                 | Margelidon W 10-00  | brąz              | [ 9 ]  |
| Saeid Mollaei | -81 kg (m)  | Chamza W 10-00          | Fatiyev W 01-00          | Grigalaszwili W 10-01               | Borchashvili W 10-00 | N/A                 | Nagase P 00-01      | srebro            | [ 10 ] |
| Gantulgyn Altanbagana | -90 kg (m)  | Sherazadishvili P 00-01 | NQ                       | NQ                                  | NQ                   | NQ                  | NQ                  | 17.               | [ 11 ] |
| Lkhagvasürengiin Otgonbaatar | -100 kg (m) | Minaškin W 01-00        | Paltchik P 00-01         | NQ                                  | NQ                   | NQ                  | NQ                  | 9.                | [ 12 ] |
| Ölziibayaryn Düürenbayar | +100 kg (m) | Oltiboev P 00-10        | NQ                       | NQ                                  | NQ                   | NQ                  | NQ                  | 17.               | [ 13 ] |
| Mönchbatyn Uranceceg | -48 kg (k)  | Bye                     | Dee Vargas W 10-00       | Rishony W 11-00                     | Krasniqi P 00-01     | N/A                 | Costa W 10-00       | brąz              | [ 14 ] |
| Lkhagvasürengiin Sosorbaram | -52 kg (k)  | Keldiyorova W 10-00     | Kocher P 00-01           | NQ                                  | NQ                   | NQ                  | NQ                  | 9.                | [ 15 ] |
| Dordżsürengijn Sumjaa | -57 kg (k)  | Kajzer P 00-01          | NQ                       | NQ                                  | NQ                   | NQ                  | NQ                  | 17.               | [ 16 ] |
| Boldyn Gankhaich | -63 kg (k)  | Alcaraz W 10-00         | Quadros P 000-101        | NQ                                  | NQ                   | NQ                  | NQ                  | 9.                | [ 17 ] |
| Otgony Mönkhtsetseg | -78 kg (k)  | Lanir P 00-10           | NQ                       | NQ                                  | NQ                   | NQ                  | NQ                  | 17.               | [ 18 ] |
| Daszdawaagijn Amartüwszin Yondonperenlein Baskhüü Tsend-Ochiryn Tsogtbaatar Saeid Mollaei Gantulgyn Altanbagana Lkhagvasürengiin Otgonbaatar Ölziibayaryn Düürenbayar Mönchbatyn Uranceceg Lkhagvasürengiin Sosorbaram Dordżsürengijn Sumjaa Boldyn Gankhaich Munkhtsetseg Otgony | drużynowo   | N/A                     | Korea Południowa · W 4-1 | Rosyjski Komitet Olimpijski · P 2-4 | NQ                   | Niemcy · P 2-4      | NQ                  | 7.                | [ 19 ] |

### Koszykówka
3 x 3
| Drużyna                                                                                      | Konkurencja | Faza grupowa     | Faza grupowa           | Faza grupowa     | Faza grupowa                     | Faza grupowa     | Faza grupowa     | Faza grupowa     | Faza grupowa | Ćwierćfinały     | Półfinały        | Finał            | Pozycja | Źródło        |
| Drużyna                                                                                      | Konkurencja | Przeciwnik Wynik | Przeciwnik Wynik       | Przeciwnik Wynik | Przeciwnik Wynik                 | Przeciwnik Wynik | Przeciwnik Wynik | Przeciwnik Wynik | Pozycja      | Przeciwnik Wynik | Przeciwnik Wynik | Przeciwnik Wynik | Pozycja | Źródło        |
| -------------------------------------------------------------------------------------------- | ----------- | ---------------- | ---------------------- | ---------------- | -------------------------------- | ---------------- | ---------------- | ---------------- | ------------ | ---------------- | ---------------- | ---------------- | ------- | ------------- |
| Enkhtaivany Chimeddolgor Onolbaataryn Khulan Bajasgalangijn Solongo Mönchsajchany Cerenlcham | 3×3 kobiet  | Włochy 14-15     | Stany Zjednoczone 9-21 | Japonia 10-19    | Rosyjski Komitet Olimpijski 5-21 | Rumunia 14-22    | Francja 18-22    | Chiny 8-21       | 8.           | NQ               | NQ               | NQ               | 8.      | [ 20 ] [ 21 ] |

### Lekkoatletyka
Konkurencje biegowe
| Zawodnik                    | Konkurencja | Finał   | Finał   | Źródło |
| Zawodnik                    | Konkurencja | Wynik   | Miejsce | Źródło |
| --------------------------- | ----------- | ------- | ------- | ------ |
| Ceweenrawdangijn Bjambadżaw | maraton (m) | 2:21:32 | 55.     | [ 22 ] |
| Bat-Ocziryn Ser-Od          | maraton (m) | DNF     | DNF     | [ 22 ] |
| Bajarcogtyn Mönchzaja       | maraton (k) | 2:37:08 | 45.     | [ 23 ] |

### Łucznictwo
| Zawodnik                                          | Konkurencja       | Runda rankingowa | Runda rankingowa | 1/64             | 1/32             | 1/16             | 1/8              | Ćwierćfinały     | Półfinały        | Finał            | Finał   | Źródło               |
| Zawodnik                                          | Konkurencja       | Wynik            | Miejsce          | Przeciwnik Wynik | Przeciwnik Wynik | Przeciwnik Wynik | Przeciwnik Wynik | Przeciwnik Wynik | Przeciwnik Wynik | Przeciwnik Wynik | Pozycja | Źródło               |
| ------------------------------------------------- | ----------------- | ---------------- | ---------------- | ---------------- | ---------------- | ---------------- | ---------------- | ---------------- | ---------------- | ---------------- | ------- | -------------------- |
| Otgonbold Baatarkhuyag                            | indywidualnie (m) | 646              | 54.              | Li Jialun P 4-6  | NQ               | NQ               | NQ               | NQ               | NQ               | NQ               | 33.     | [ 24 ] [ 25 ] [ 26 ] |
| Bishindeegiin Urantungalag                        | indywidualnie (k) | 614              | 58.              | Yamauchi P 2-6   | NQ               | NQ               | NQ               | NQ               | NQ               | NQ               | 33.     | [ 27 ] [ 28 ] [ 29 ] |
| Bishindeegiin Urantungalag Otgonbold Baatarkhuyag | mikst             | 1260             | 27.              | N/A              | N/A              | N/A              | NQ               | NQ               | NQ               | NQ               | 27.     | [ 30 ] [ 31 ]        |

### Pływanie
| Zawodnik               | Konkurencja       | Eliminacje | Eliminacje | Półfinał | Półfinał | Finał | Finał   | Źródło               |
| Zawodnik               | Konkurencja       | Czas       | Miejsce    | Czas     | Miejsce  | Czas  | Miejsce | Źródło               |
| ---------------------- | ----------------- | ---------- | ---------- | -------- | -------- | ----- | ------- | -------------------- |
| Myagmaryn Delgerkhüü   | 50 m dowolnym (m) | 24,63      | 48.        | NQ       | NQ       | NQ    | NQ      | [ 32 ] [ 33 ] [ 34 ] |
| Batbayaryn Enkhkhüslen | 50 m dowolnym (k) | 27,29      | 51.        | NQ       | NQ       | NQ    | NQ      | [ 35 ] [ 36 ] [ 37 ] |

### Podnoszenie ciężarów
| Zawodnik                   | Konkurencja   | Rwanie | Rwanie  | Podrzut | Podrzut | Razem  | Pozycja | Źródło |
| Zawodnik                   | Konkurencja   | Wynik  | Pozycja | Wynik   | Pozycja | Razem  | Pozycja | Źródło |
| -------------------------- | ------------- | ------ | ------- | ------- | ------- | ------ | ------- | ------ |
| Mönchdżancangijn Anchceceg | -87 kg kobiet | 110 kg | 5.      | 142 kg  | 3.      | 252 kg | 4.      | [ 38 ] |
| Scarleth Ucelo             | +87 kg kobiet | 87 kg  | 12.     | 116 kg  | 13.     | 203 kg | 13.     | [ 38 ] |

### Strzelectwo
| Zawodnik                                      | Konkurencja                         | Kwalifikacje | Kwalifikacje | Finał | Finał   | Źródło                      |
| Zawodnik                                      | Konkurencja                         | Wynik        | Pozycja      | Wynik | Pozycja | Źródło                      |
| --------------------------------------------- | ----------------------------------- | ------------ | ------------ | ----- | ------- | --------------------------- |
| Ojunbatyn Jesügen                             | karabin pneumatyczny (k)            | 624,0        | 25.          | NQ    | NQ      | [ 39 ] [ 40 ]               |
| Ojunbatyn Jesügen                             | karabin małokalibrowy 3 postawy (k) | 1158-48x     | 27.          | NQ    | NQ      | [ 41 ] [ 42 ]               |
| Enchtajwany Dawaachüü                         | pistolet pneumatyczny (n)           | 577-8x       | 12.          | NQ    | NQ      | [ 43 ] [ 44 ]               |
| Enchtajwany Dawaachüü                         | pistolet szybkostrzelny (m)         | 565-18x      | 23.          | NQ    | NQ      | [ 45 ] [ 46 ]               |
| Tsolmonbaataryn Anudari                       | pistolet pneumatyczny (k)           | 576-22x      | 9.           | NQ    | NQ      | [ 47 ] [ 48 ]               |
| Otrjadyn Gündegmaa                            | pistolet pneumatyczny (k)           | 568-12x      | 30.          | NQ    | NQ      | [ 47 ] [ 48 ]               |
| Tsolmonbaataryn Anudari                       | pistolet sportowy (k)               | 572-15x      | 34.          | NQ    | NQ      | [ 49 ]                      |
| Otrjadyn Gündegmaa                            | pistolet sportowy (k)               | 578-17x      | 26.          | NQ    | NQ      | [ 49 ]                      |
| Enchtajwany Dawaachüü Tsolmonbaataryn Anudari | pistolet pneumatyczny (mikst)       | 571-15x      | 13.          | NQ    | NQ      | [ 50 ] [ 51 ] [ 52 ] [ 53 ] |

### Tenis stołowy
| Zawodnik                 | Konkurencja        | Eliminacje       | Runda 1          | Runda 2          | Runda 3          | 1/8 finału       | Ćwierćfinały     | Półfinały        | Finał            | Finał   | Źródło |
| Zawodnik                 | Konkurencja        | Przeciwnik Wynik | Przeciwnik Wynik | Przeciwnik Wynik | Przeciwnik Wynik | Przeciwnik Wynik | Przeciwnik Wynik | Przeciwnik Wynik | Przeciwnik Wynik | Pozycja | Źródło |
| ------------------------ | ------------------ | ---------------- | ---------------- | ---------------- | ---------------- | ---------------- | ---------------- | ---------------- | ---------------- | ------- | ------ |
| Enkhbatyn Lkhagvasüren   | gra pojedyncza (m) | Kumar P 1-4      | NQ               | NQ               | NQ               | NQ               | NQ               | NQ               | NQ               | 64.     | [ 54 ] |
| Batmönkhiin Bolor-Erdene | gra pojedyncza (k) | Bye              | Vega P 0-4       | NQ               | NQ               | NQ               | NQ               | NQ               | NQ               | 49.     | [ 55 ] |

### Zapasy
| Zawodnik                  | Konkurencja                 | 1/8               | Ćwierćfinał      | Półfinał         | Repesaż 1        | Finał                | Finał   | Źródło |
| Zawodnik                  | Konkurencja                 | Przeciwnik Wynik  | Przeciwnik Wynik | Przeciwnik Wynik | Przeciwnik Wynik | Przeciwnik Wynik     | Pozycja | Źródło |
| ------------------------- | --------------------------- | ----------------- | ---------------- | ---------------- | ---------------- | -------------------- | ------- | ------ |
| Erdenbatyn Bechbajar      | -57 kg mężczyzn styl wolny  | Harutiunian W 6-1 | Atri P 1-5       | NQ               | NQ               | NQ                   | 9.      | [ 56 ] |
| Tulga Tumurochir          | -65 kg mężczyzn styl wolny  | Otoguro P 3-6     | NQ               | NQ               | Musukajew P 2-4  | NQ                   | 9.      | [ 57 ] |
| Mönchtörijn Lchagwagerel  | -125 kg mężczyzn styl wolny | Chramiankou W 8-4 | Cudinovic W 6-5  | Steveson P 0-5   | N/A              | Akgül P 0-5          | 5.      | [ 58 ] |
| Cogt-Ocziryn Namuunceceg  | -50 kg kobiet styl wolny    | Susaki P 0-10     | NQ               | NQ               | Yépez W w/o      | Stadnik P 0-10       | 5.      | [ 59 ] |
| Bolortuyaa Bat-Ochiryn    | -53 kg kobiet styl wolny    | Aquino W 4-0      | Valverde W 15-5  | Mukaida P 3-6    | N/A              | Essombe W 14-4       | brąz    | [ 61 ] |
| Boldsajchany Chongordzul  | -57 kg kobiet styl wolny    | Rivière W 7-5     | Kawai P 0-7      | NQ               | Camara W 10-0    | Maroulis P 0-11      | 5.      | [ 62 ] |
| Chürelchüügijn Bolortujaa | -62 kg kobiet styl wolny    | Malik W 2-2       | Mustafa P 0-10   | NQ               | NQ               | NQ                   | 10.     | [ 63 ] |
| Sorondzonboldyn Batceceg  | -68 kg kobiet styl wolny    | Larroque W 4-3    | Wielijewa W 8-5  | Oborududu P 2-7  | N/A              | Dżumanazarowa P 1-10 | 5.      | [ 64 ] |
| Oczirbatyn Burmaa         | -76 kg kobiet styl wolny    | Minagawa P 0-8    | NQ               | NQ               | NQ               | NQ                   | 15.     | [ 65 ] |